# رينيه إستيفيز
رينيه إستيفيز (بالإنجليزية: Renée Estevez)‏ هي كاتِبة وممثلة أمريكية، ولدت في 2 أبريل 1967 بنيويورك في الولايات المتحدة.

## أعمال

### أفلام
- (1993) ديدفل

## وصلات خارجية
- رينيه إستيفيز على موقع IMDb (الإنجليزية)
- رينيه إستيفيز على موقع ألو سيني (الفرنسية)
- رينيه إستيفيز على موقع أول موفي (الإنجليزية)
- رينيه إستيفيز على موقع قاعدة بيانات الأفلام السويدية (السويدية)
- رينيه إستيفيز على موقع قاعدة بيانات الفيلم (الإنجليزية)
- رينيه إستيفيز على موقع كينوبويسك (الروسية)